# William Jøhnk Nielsen
William Jøhnk Juel Nielsen (Hundested, 5 luglio 1997) è un attore danese.

## Biografia
William è nato a Hundested, Danimarca. Ha fatto il suo debutto nel film premio Oscar e Golden Globe In un mondo migliore, dove interpretava il ruolo di Christian - un ragazzino che odia il padre perché lui crede non abbia fatto abbastanza per salvare la madre morta da poco - che fa amicizia con Elias, un ragazzo preso di mira da bulli, interpretato dall'attore Markus Rygaard. Per questo film, Nielsen è stato candidato agli Zulu Awards come miglior attore
Nel 2012, Nielsen ha interpretato il ruolo di Mark nel film horror Skavengers e quello del giovane Frederik VI nel film storico A Royal Affair, ambientato nel XVIII secolo alla corte di re Cristiano VII di Danimarca, una storia che si incentra sulla relazione amorosa tra la regina e il medico personale del re Johann Friedrich Struensee.
L'attore, che parla correntemente l'inglese, è cresciuto in Malesia e in Germania. Ha dichiarato di essere buddista.

## Filmografia
- In un mondo migliore (Hævnen), regia di Susanne Bier (2010)
- Royal Affair (En kongelig affære), regia di Nikolaj Arcel (2012)
- Skavengers, regia di Nikolaj Tarp (2012)
- Dannys dommedag, regia di Martin Barnewitz (2014)
- Nylon, regia di Jeanette Nordahl - cortometraggio (2015)

## Riconoscimenti
- Candidatura come miglior attore agli Zulu Awards per il film In un mondo migliore (2011)